# Saint-Raphaël, Var
Saint-Raphaël är en stad och kommun i departementet Var vid Côte d'Azur i Frankrike med 36 632 invånare år 2022. Staden har växt ihop med grannorten Fréjus. Orterna ligger vid Medelhavet. Aqualand och Luna Park är två kända attraktioner.

## Befolkningsutveckling
Antalet invånare i kommunen Saint-Raphaël
| Referens: INSEE |